# Porto Feliz
Porto Feliz este un oraș în São Paulo (SP), Brazilia.